# Valentín Gómez Farías

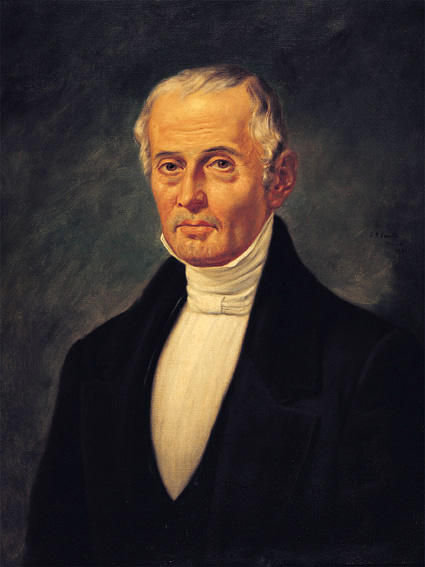
Valentín Gómez Farías

Valentín Gómez Farías (Guadalajara, 14 februari 1781 - Mexico-Stad, 5 juli 1858) was een liberaal Mexicaans politicus. Tweemaal (1833 en 1846-1847) was hij president van zijn land.
Hij studeerde medicijnen in Guadalajara en werd in 1810 tot professor aan de universiteit. Tijdens de Mexicaanse Onafhankelijkheidsoorlog verhuisde hij naar Aguascalientes waar hij de politiek in ging. Hij was afgevaardigde voor Aguascalientes in de Spaanse cortes in Cádiz in 1812, waar hij zich uitsprak voor de Mexicaanse oanfhankelijkheid. Terug in Mexico voerde hij een bataljon onafhankelijkheidsstrijders aan die hij uit eigen zak betaalde. Na de onafhankelijkheid en de val van keizer Agustín de Iturbide werd hij in het congres gekozen. Hij steunde president Guadalupe Victoria en diens afschaffing van de slavernij.
Na de val van Anastasio Bustamante werd hij gekozen tot vicepresident van Antonio López de Santa Anna, na eerst een tijdje zelf interim-president geweest te zijn. Hoewel Santa Anna een conservatief was liet hij de meeste regeringstaken over aan Gómez Farías. Deze poogde een einde te maken aan de fueros, speciale rechtbanken voor de Rooms-Katholieke Kerk en het leger. Ook wilde hij een limiet op geestelijke orders en hij gebood te kerk zich niet met politieke zaken te bemoeien. Katholieke geestelijken waren hier ontevreden over en hier en daar braken opstanden uit, die alle onderdrukt werden. De Kerk bood hem vele miljoenen als hij zou stoppen met zijn antiklerikale beleid. Toen in 1834 Santa Anna zich tegen hem keerde om het 'land te redden' van de 'goddeloze' Gómez Farías zag hij zich gedwongen te vluchten naar New Orleans.
In 1838 keerde hij terug naar Mexico, waar Bustamante, die inmiddels weer president was, hem liet opsluiten. Door een volksopstand werden de autoriteiten gedwongen hem vrij te laten. In 1840 deed hij een vergeefse revolutiepoging, waarna hij werd verbannen.
In 1845 keerde hij wederom terug naar Mexico, en werd weer vicepresident. Toen deze vanwege het uitbreken van de Amerikaans-Mexicaanse Oorlog op veldtocht moest, nam Gómez Farías het presidentschap op zich. Onder zijn presidentschap brak er een opstand uit van de polkos, gericht tegen zijn antiklerikale beleid. Santa Anna sloeg deze opstand neer, en nam meteen het presidentschap maar weer over. Het vicepresidentschap werd afgeschaft en Gómez Farías werd afgevaardigde.
Toen Santa Anna in 1853 voor de laatste keer een dictatuur vestigde keerde Gómez Farías zich tegen hem. Hij sloot zich aan bij de Revolutie van Ayutla, waardoor Santa Anna uit het zadel werd gestoten. Hij nam nog deel in het opstellen van de liberale grondwet van 1857 en overleed korte tijd later.
De liberale leiders uit de Reforma, de periode die volgde op de Revolutie van Ayutla, zagen Gómez Farías als hun voorganger en wegbereider. Ze poogden in te voeren wat Gómez Farías niet was gelukt, namelijk een liberaal stelsel met scheiding van kerk en staat en persoonlijke vrijheden.